# 南北線 (東京地鐵)
南北線（日语：／ Namboku sen */?）是日本東京地鐵營運的路線，連結東京都品川區目黑站和北區赤羽岩淵站。鐵道要覽內的名稱為「7號線南北線」。
路線名的由來為貫通東京南北。車體、路線圖與轉乘資訊使用的路線顏色為翠綠色，路線記號為N。

## 路線資料
- 路線距離（營業距離）：
  - 東京地鐵（第一種鐵道事業者（日语：鉄道事業者））：
    - 目黑－赤羽岩淵 21.3公里

  - 東京都交通局（第二種鐵道事業者（日语：鉄道事業者））：
    - 目黑－白金高輪 2.3公里
- 軌距：1067毫米
- 站數：19個（包括起終點站）
- 複線路段：全線
- 電氣化路段：全線（直流1500V高架電纜）
- 閉塞方式：速度制御式（東京地鐵新CS-ATC）
- 列車無線（日语：列車無線）方式：空間波無線（日语：空間波無線）（SR）方式
  - 洩波電纜（日语：漏洩同軸ケーブル）（LCX）使用空間波方式供電，是東京地鐵唯一使用SR方式供電的路線。
- 最高速度：80公里/小時
- 表定速度：32.6公里/小時
- 平均速度：40.6公里/小時
- 車輛基地：王子檢車區（日语：王子検車区）

## 簡介

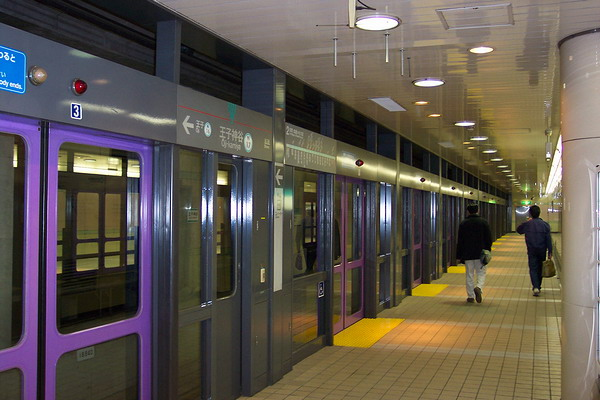
車站月台

南北線的路線原型「7號線」原本於1960年代即已有初步規劃，不過由於動工興建的時程大幅延宕，因此直到1991年才有首段路線通車。
由於南北線最初設計並未與其他地下鐵路線交會，屬於完全獨立的營運區間，因此許多新技術皆於南北線上「實驗」：包括採用自動列車運轉裝置（ATO），成為東京首條「一人運行」（沒有車掌，僅設駕駛一人）的地下鐵路線；除目黑站裝設月台閘門外，全線所有車站皆裝設月台幕門（川崎重工製造）；以及成為現今「PassNet卡」（關東地方22間鐵道業者共通使用的儲值卡）基礎的「NS Metro Card」（1996年併入「SF Metro Card」體系）。
線路建設費用共耗資5,963億8,900萬日元。
線路名稱系在營團職員內公開募集產生，共獲得3,830個應徵（341線名），其中「南北線」多達1,741個，佔近半數。由於該路線幾乎呈南北走向，和東西線相對，因此中選。
南北線和半藏門線並列為東京地鐵兩條不存在地上區間的地鐵路線。

### 特殊的車費計算
由於目黑站～白金高輪站段的路線與車站設施，皆與都營三田線共用，因此東京地鐵與東京都交通局之間，就該段路線的車費計算方式達成以下協議：
- 目黑站～白金高輪站～麻布十番站～（東京地鐵南北線）：依照東京地鐵的計算方式
- 目黑站～白金高輪站～三田站～（都營三田線）：依照都營地鐵的計算方式
- 目黑站～白金高輪站間：乘客可自行選擇有利的車費計算方式；目前依照東京地鐵的計算方式較為划算

## 沿革
- 1962年（昭和37年）10月16日：第7號線，目黑－赤羽町間，約22.5公里申請地方鐵道敷設免許。
- 1972年（昭和47年）10月24日：1962年（昭和37年）申請路段部分更改途經地進行追加免許申請。
- 1983年（昭和58年）3月31日：既申請路段目黑－岩淵町間更改為21.0公里追加免許申請。
- 1984年（昭和59年）4月20日：第7號線，目黑－岩淵町間交付地方鐵道免許[3]。
- 1986年（昭和61年）
  - 1月21日：駒込－岩淵町間認可建設工程[3]。
  - 2月1日：駒込－岩淵町間開始建設工程[3]。
- 1988年（昭和63年）8月5日：溜池－駒込間認可建設工程[3]。
- 1989年（平成元年）4月5日：溜池－駒込間開始建設工程[3]。
- 1991年（平成3年）
  - 4月5日：目黑－溜池間認可建設工程[3]。
  - 6月27日：第7號線的路線名稱發表為「南北線」[3]。
  - 7月1日：第7號線決定路線名稱為「南北線」。
  - 11月22日：目黑－溜池間開始建設工程。
  - 11月29日：駒込－赤羽岩淵間（6.3公里）開業，但是脫網[3]。以9000系4輛編組運行[3]。
- 1993年（平成5年）8月27日：颱風維農帶來集中豪雨，導致建設中的市谷站構內淹水[4]。
- 1995年（平成7年）3月20日：受東京地鐵沙林毒氣事件影響，上午的運行暫停，下午重開。
- 1996年（平成8年）
  - 2月3日：開始以6節編組運行[5]。
  - 3月26日：四谷－駒込間（7.1公里）開業，自此不再脫網[6]。
- 1997年（平成9年）9月30日：溜池山王－四谷間（2.2公里）開業[7]。
- 2000年（平成12年）9月26日：目黑－溜池山王間（5.7公里）開業（全線開通）[8]。開始與東急電鐵（東急）目黑線進行互相直通運行[8]。
- 2001年（平成13年）
  - 3月28日：開始與埼玉高速鐵道線互相直通運行。
- 2004年（平成16年）4月1日：帝都高速度交通營團民營化，由東京地鐵繼承。
- 2008年（平成20年）6月22日：伴隨東急目黑線由武藏小杉延長至日吉，互相直通運行路段也延長至日吉。
- 2015年（平成27年）3月10日－3月13日：所有車站統一使用發車提示音，白金台－赤羽岩淵間各站的提示音各異（包括白金台站、白金高輪站的都營三田線列車與赤羽岩淵站的埼玉高速鐵道線列車）[9]。
- 2022年（令和4年）
  - 1月28日：向國土交通大臣申請品川至白金高輪之間約2.5 km的鐵道事業許可[10]。
  - 3月28日：國土交通大臣許可品川 - 白金高輪之間約2.5 km的第一種鐵道事業[11][12]。
  - 4月1日：開始運行8車廂編組列車[13][14]。
- 2023年（令和5年）3月18日：開始和相鐵·東急直通線開始直通運行[15][16]。

## 運行形態
此線可通過目黑站互相直通運行至東急目黑線的日吉站，與通過赤羽岩淵站直通至埼玉高速鐵道線（埼玉球場線）的浦和美園站。另外，前述的白金高輪站－目黑站間是與都營三田線的共用路段，因此也有三田線的列車行走。因此白金高輪站到發的列車可在該站轉乘都營三田線的東急目黑線直通列車，反之亦然。
2006年9月25日起東急目黑線直通列車的一部分在東急線內開始作為急行列車運行，此後在南北線（與互相直通運行的埼玉高速鐵道線）內所有列車各站停車と。南北線內的類別顯示往目黑方向只限急行列車，當初卻只顯示為各站停車，2018年頃起一部分列車也會顯示「各停」「各站停車」與類別。截至2019年9月所有列車都以「各停」「各站停車」顯示。
2009年6月6日起伴隨埼玉高速鐵道線的日間時刻表頻率化，日間以鳩谷站、浦和美園站到發的列車交替運行。隨此而來的是日間也開行了在鳩谷站到發的急行列車。
2017年3月25日起以夜間列車為中心數班列車不再直通埼玉高速鐵道線，而在赤羽岩淵站折返往目黑方向，之後2018年3月30日起日間時段的一部分列車也在赤羽岩淵站折返，2019年3月16日起日間有半數列車都在赤羽岩淵折返目黑方向。

### 6節編組化等
因應四谷站延伸開業，1996年2月3日（假日時刻表運行日）起開始由4節編組改為6節編組運行。
當時的駒込站－赤羽岩淵站間的時刻表是假日時刻表，班次較少，全日只用4班車。之後2月3日起營業線用的車輛改為使用為新規開業用而新製的6節編組第09－13編組與4改6編組化的預備車輛，4節編組車輛由6節編組取代後，依次恢復營業運行。
當初預定延伸開業至目黑站時計劃為8節編組。然而當初預計使用人數達53萬人，但全線開業時使用人數只有不到一半的26萬人，難以進行8節化，經檢查需求動向和運行計劃後決定只使用6節編組。不過截至2019年3月南北線的8節編組車預定於2022年度開始運行。

### 臨時列車等
主要以休假日為中心開行的臨時列車「港未來號」在橫濱高速鐵道港未來線元町·中華街站與埼玉高速鐵道線浦和美園站之間運行。此車使用東急5080系，不使用東京地下鐵的9000系（直至2007年春的運行由埼玉高速鐵道2000系負責）。
直至2006年8月運行的停靠站，在此線、埼玉高速鐵道線、東急目黑線內各站停車，在東橫線與港未來線以急行運行，東急目黑線開始急行運行後的同年12月運行起在此線與埼玉高速鐵道線內各站停車，東急目黑線、東橫線與港未來線內以急行運行。
白金高輪站可與都營三田線高島平站開出的「港未來號」轉乘，往白金高輪的臨時列車作為「港未來接力號」運行。採用東京地下鐵的9000系列車。
至2006年為止的東京大煙火祭舉辦日也有直通至有樂町線新木場站的臨時列車「彩虹號」運行，採用設有防墜裝置的9000系列車。
埼玉2002體育場舉辦的日本職業足球聯賽比賽與FIFA（國際足球聯合會）主辦的國際足球比賽比賽時，通常鳩谷站到發的列車會改為浦和美園站到發，並增發浦和美園站開出在市谷站與麻布十番站折返的臨時列車，此可在埼玉高速鐵道的官方網站顯示臨時列車的運行日與時間。

## 使用車輛

### 自身車輛
- 9000系
  - 車輛帶有獨特的車載音樂（發車標示音）與2段顯示式LED的車內資訊顯示屏（日语：車内案内表示装置）。另外5次車與翻新車的車內資訊顯示屏改為液晶顯示屏（LCD）。

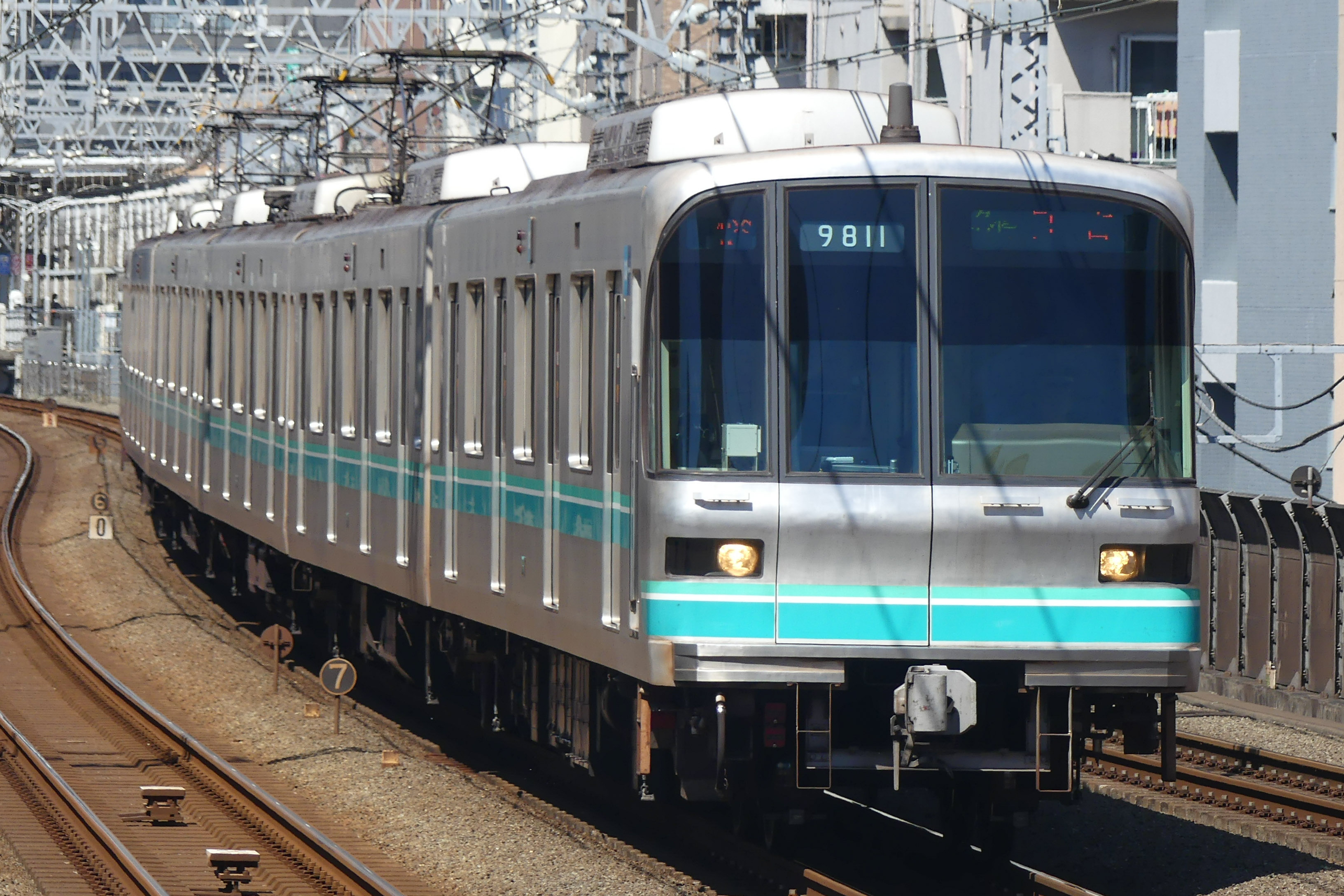
9000系（1 - 4次車）
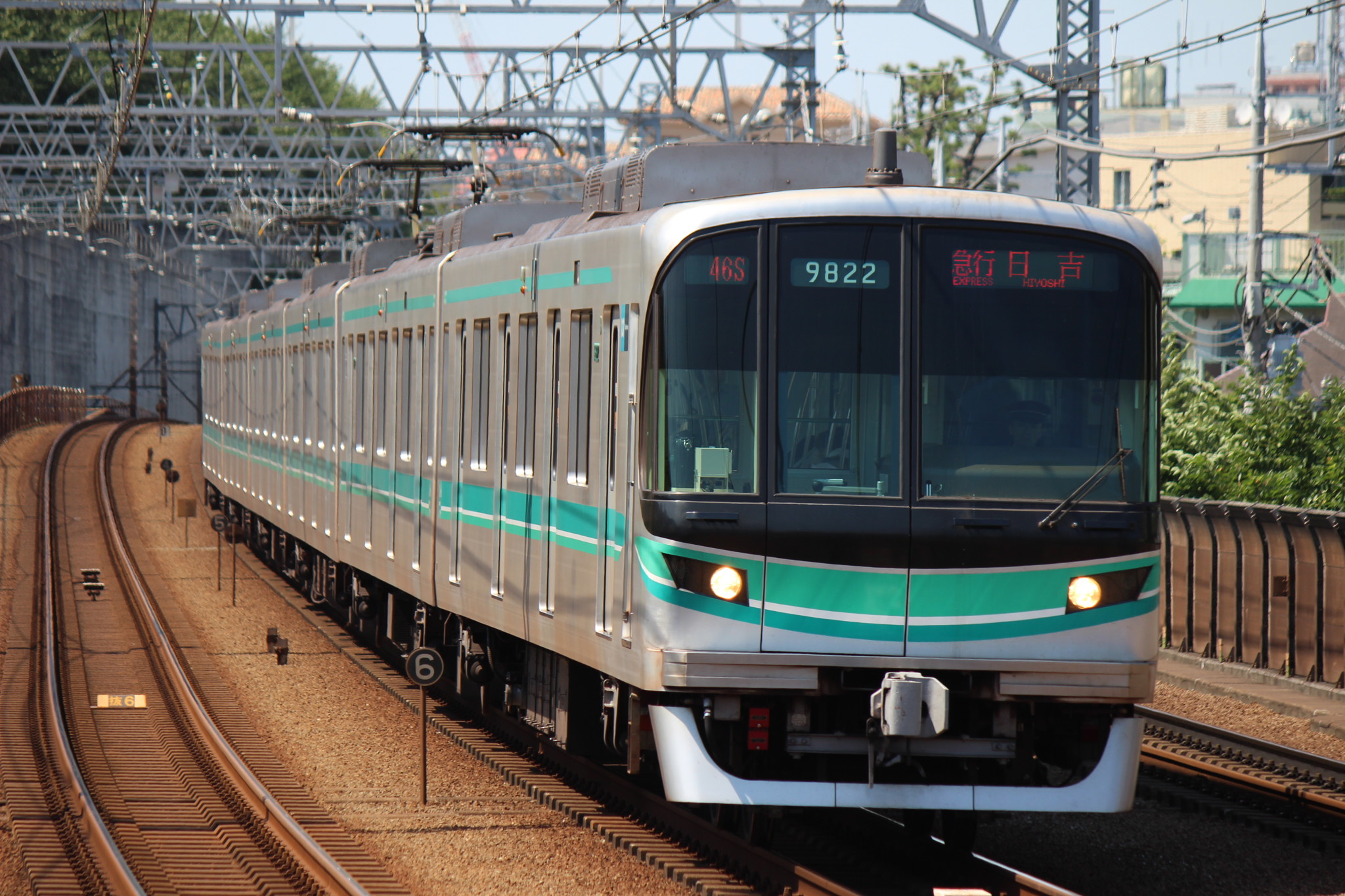
9000系（5次車）

### 直通車輛

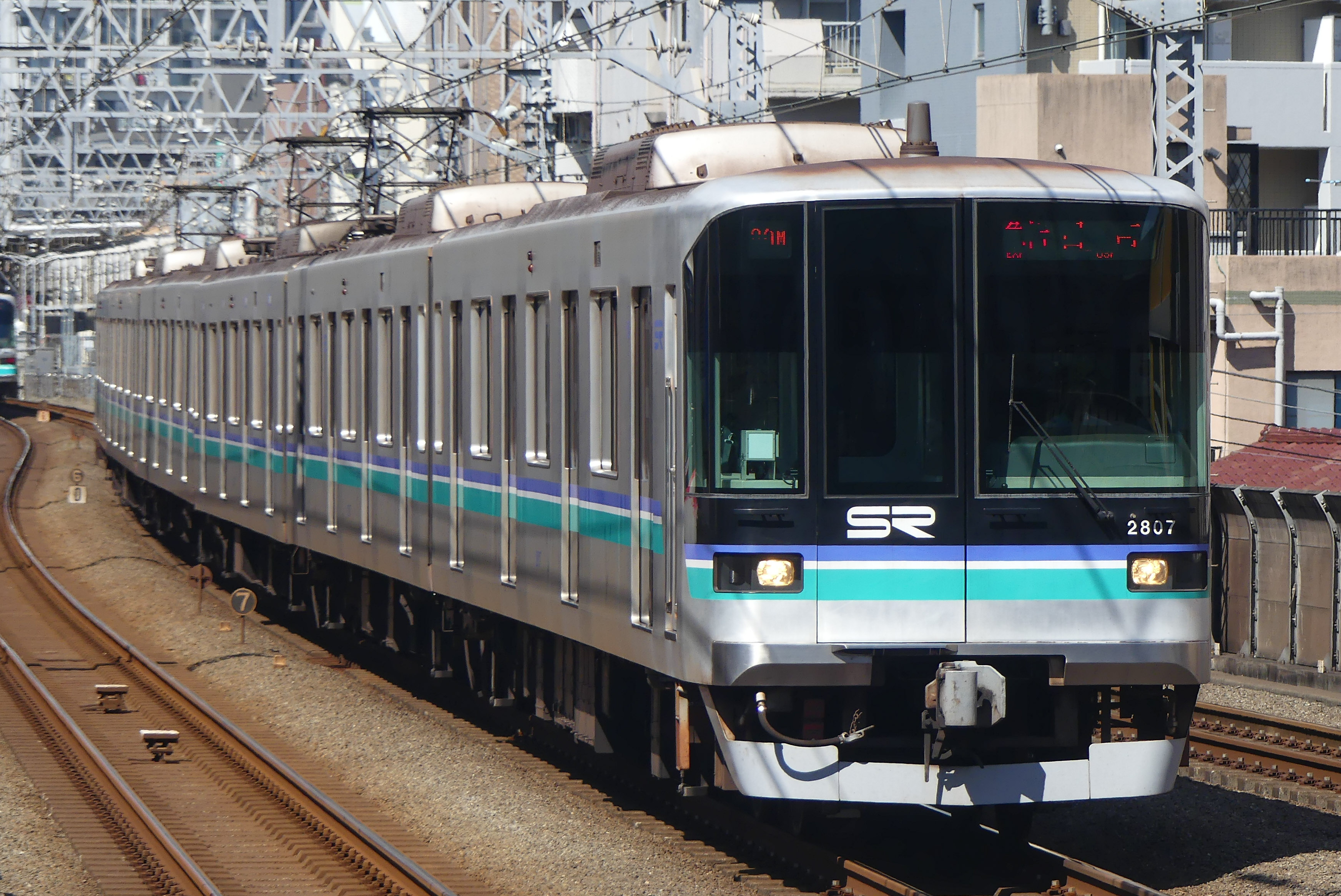
2000系

- 相模鐵道
  - 21000系

- 東急電鐵

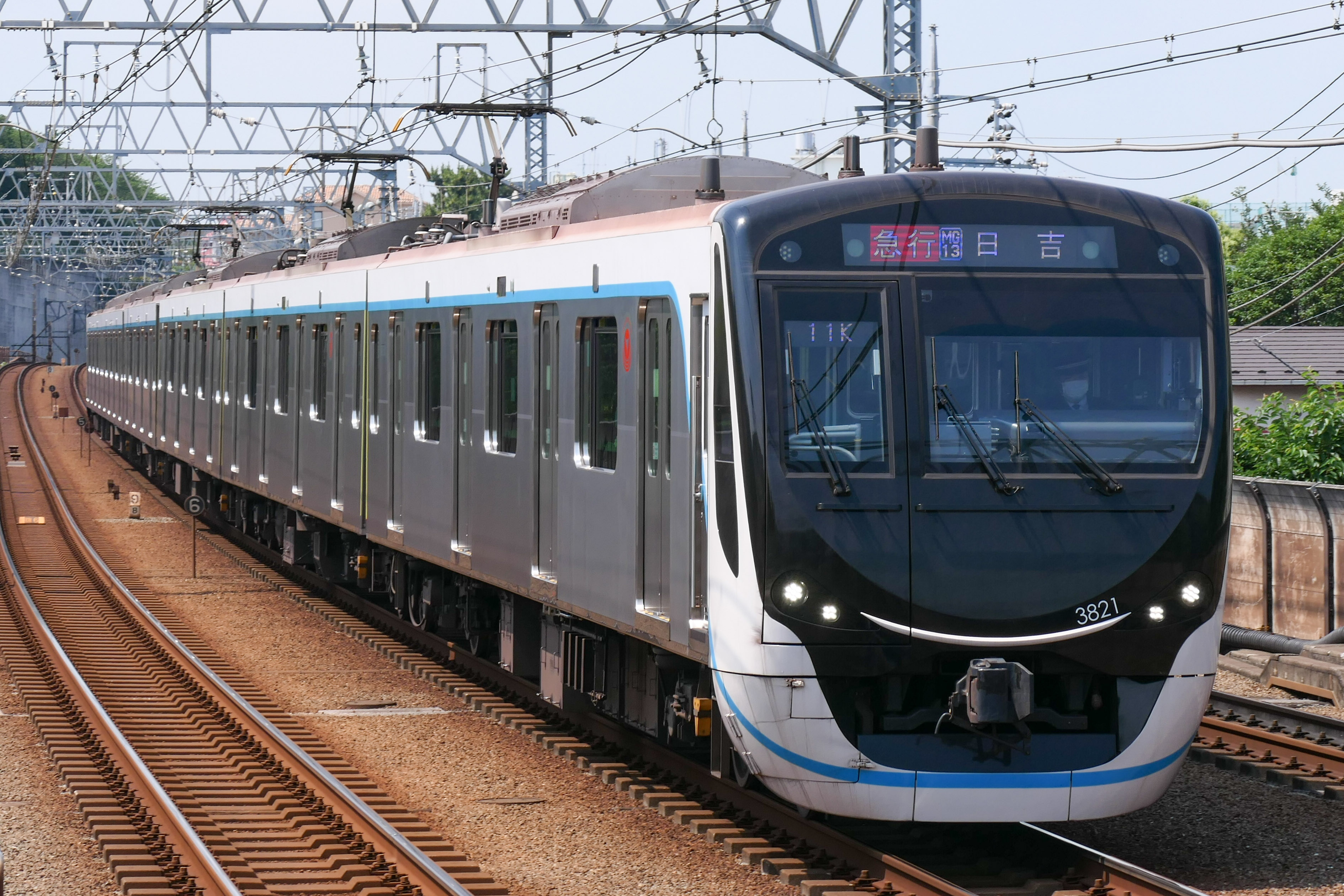
3020系
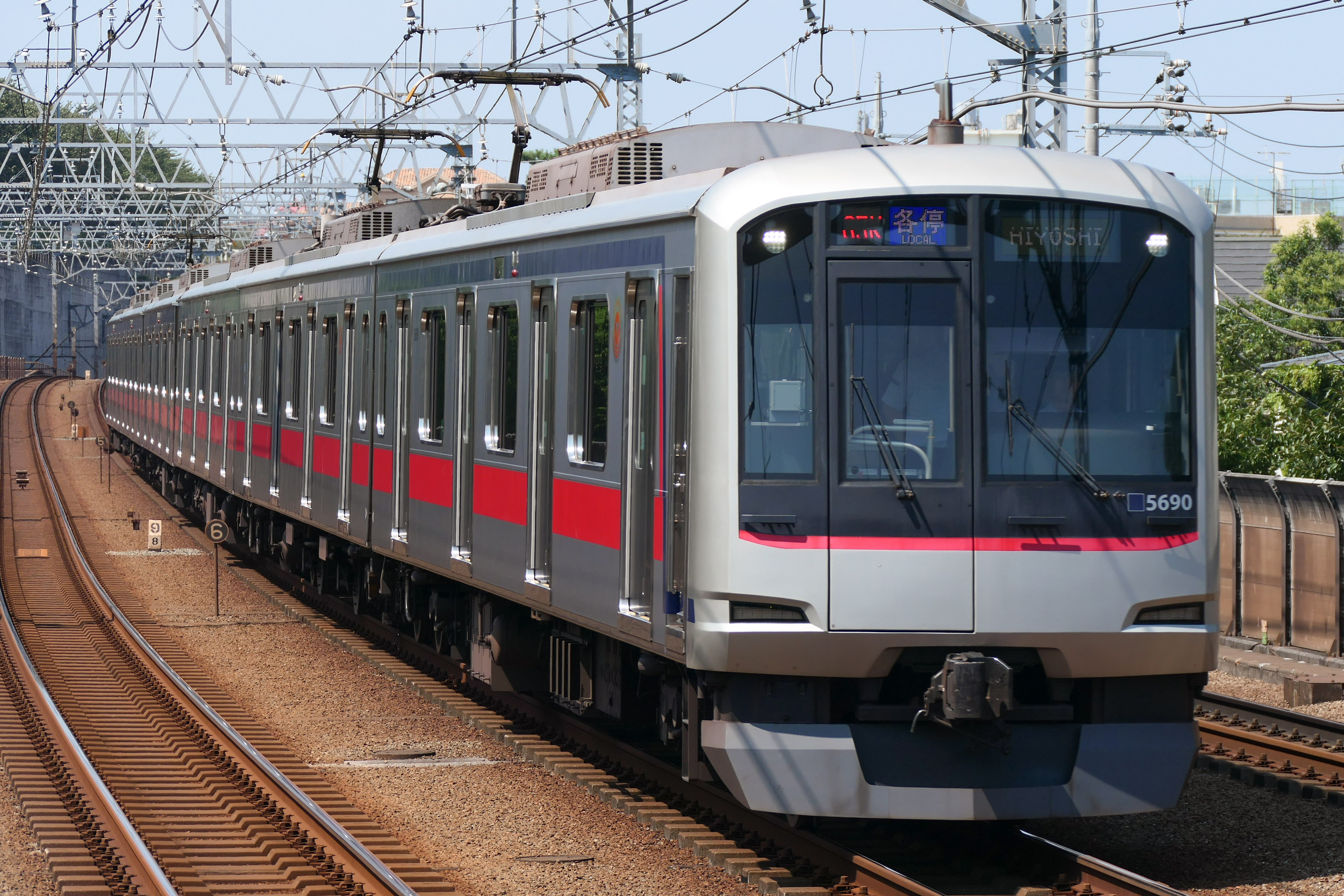
3000系
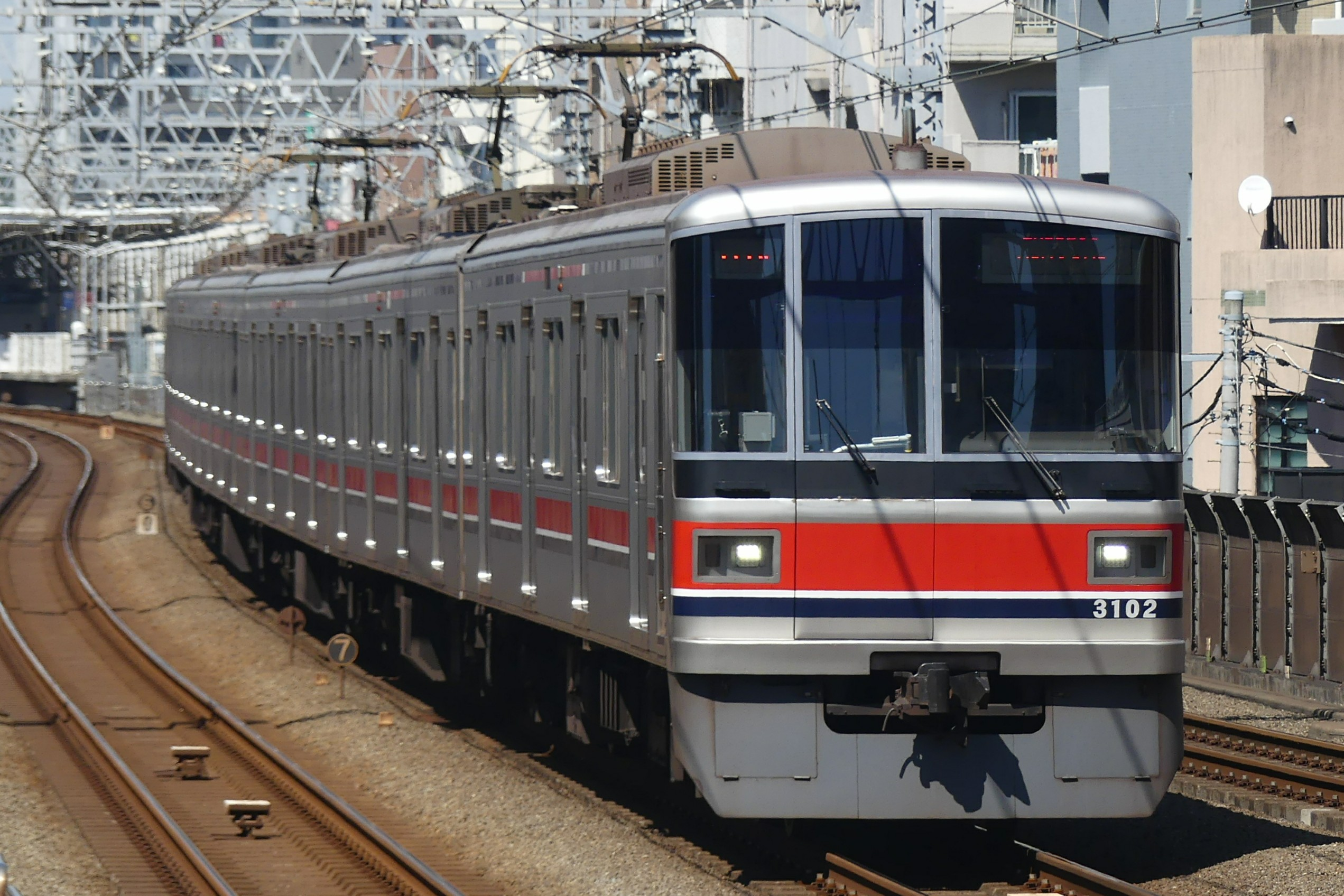
5080系

- 3020系
- 5080系
- 3000系

- 埼玉高速鐵道

- 2000系

- 2000系

### 共用路段行走車輛
- 東京都交通局

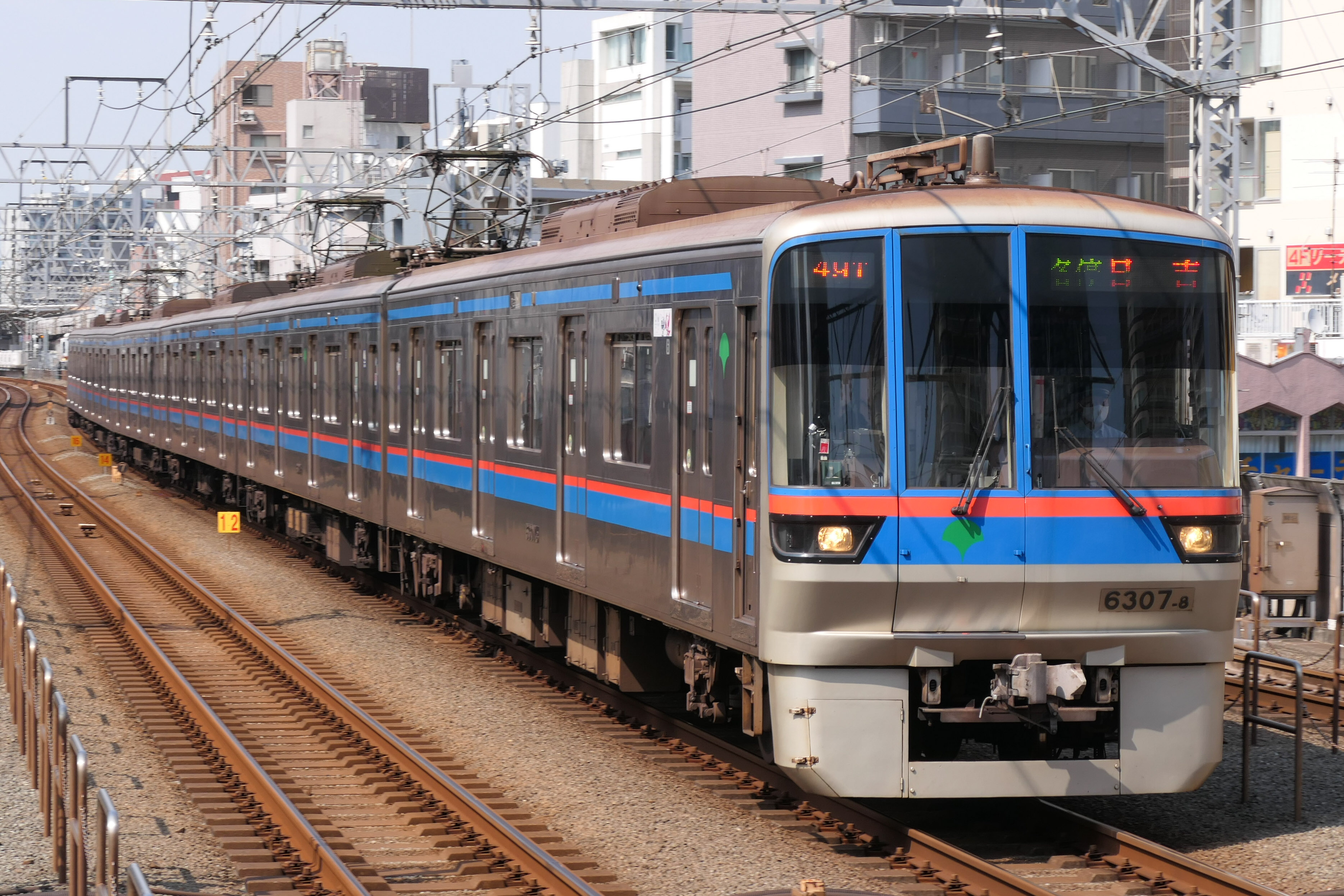
6300型
- 6500型

- 6300型

### 車次編號與車輛使用
根據車次編號來分辨哪一列車由哪一間公司運行，東京地下鐵車輛的車次編號末尾字母為「S」（30S－78S的偶數編號），埼玉高速鐵道的車輛為「M」（80M以後的偶數編號），東急電鐵車輛為「K」（01K－29K）（「T」為東京都交通局車輛，31T以後的奇數）。
列車編號由6位數字組成，在東急目黑線內以前3位顯示使用編號，300番台為東京地下鐵車輛，500番台為埼玉高速鐵道車輛，200番台為東急車輛（400番台為東京都交通局車輛），例外的是「30S」在東急線內為「330」。一般使用者可根據『MY LINE 東京時刻表』（交通新聞社）的車次編號欄確認車次。
東急車輛的用法與三田線的用法、南北線、埼玉高速鐵道線的用法不同，奇數編號用於三田線，偶數編號用於南北線、埼玉高速鐵道線。由於各公司之間的行走距離調整，埼玉高速鐵道車輛與東急電鐵車輛並沒有直通至東急目黑線的列車（白金高輪折返等）。
2015年3月改正時刻表後，東京地下鐵車輛有1班需在東急的奧澤檢車區夜間留置，成為「外泊運用」。

## 車站列表
- 車站編號往A線方向（目黑往赤羽岩淵的方向）增加。
- 所有車站均位於東京都內。

| 車站編號 | 車站顏色 | 中文站名     | 日文站名 | 英文站名 | 站間距離 | 累計距離 | 接續路線 | 所在地   |
| -------- | -------- | ------------ | -------- | -------- | -------- | -------- | --- | -------- |
| N-01     | -        | 目黑         |          |          | -        | 0.0      | 東急電鐵： 目黑線（MG01）（直通運行至日吉） 都營地下鐵： 三田線（I-01）（共用） 東日本旅客鐵道： 山手線（JY22）                      | 品川區   |
| N-02     |          | 白金台       |          |          | 1.3      | 1.3      | 都營地下鐵： 三田線（I-02）（共用）                                                                                                  | 港區     |
| N-03     |          | 白金高輪     |          |          | 1.0      | 2.3      | 都營地下鐵： 三田線（I-03）（閘內轉乘）                                                                                              | 港區     |
| N-04     |          | 麻布十番     |          |          | 1.3      | 3.6      | 都營地下鐵： 大江戶線（E-22） | 港區     |
| N-05     |          | 六本木一丁目 |          |          | 1.2      | 4.8      | | 港區     |
| N-06     |          | 溜池山王     |          |          | 0.9      | 5.7      | 東京地下鐵： 銀座線（G-06）（閘內轉乘）、 丸之內線（國會議事堂前：M-14）、 千代田線（國會議事堂前：C-07）                            | 千代田區 |
| N-07     |          | 永田町       |          |          | 0.9      | 6.6      | 東京地下鐵： 有樂町線（Y-16）、 半藏門線（Z-04）、 銀座線（赤坂見附：G-05）、 丸之內線（赤坂見附：M-13）                             | 千代田區 |
| N-08     |          | 四谷         |          |          | 1.3      | 7.9      | 東京地下鐵： 丸之內線（M-12） 東日本旅客鐵道： 中央線（快速）（JC04）、 中央線（各站停車）（JB14）                                   | 新宿區   |
| N-09     |          | 市谷         |          |          | 1.0      | 8.9      | 東京地下鐵： 有樂町線（Y-14） 都營地下鐵： 新宿線（S-04） 東日本旅客鐵道： 中央線（各站停車）（JB15）                                | 新宿區   |
| N-10     |          | 飯田橋       |          |          | 1.1      | 10.0     | 東京地下鐵： 東西線（T-06）（閘外轉乘）、 有樂町線（Y-13） 都營地下鐵： 大江戶線（E-06） 東日本旅客鐵道： 中央線（各站停車）（JB16） | 新宿區   |
| N-11     |          | 後樂園       |          |          | 1.4      | 11.4     | 東京地下鐵： 丸之內線（M-22） 都營地下鐵： 三田線（春日：I-13）、 大江戶線（春日：E-07）                                             | 文京區   |
| N-12     |          | 東大前       |          |          | 1.3      | 12.7     | | 文京區   |
| N-13     |          | 本駒込       |          |          | 0.9      | 13.6     | | 文京區   |
| N-14     |          | 駒込         |          |          | 1.4      | 15.0     | 東日本旅客鐵道： 山手線（JY10） | 豐島區   |
| N-15     |          | 西原         |          |          | 1.4      | 16.4     | | 北區     |
| N-16     |          | 王子         |          |          | 1.0      | 17.4     | 東日本旅客鐵道： 京濱東北線（JK36） 東京都電車： 荒川線（東京都電）（王子站前：SA 16）                                               | 北區     |
| N-17     |          | 王子神谷     |          |          | 1.2      | 18.6     | | 北區     |
| N-18     |          | 志茂         |          |          | 1.6      | 20.2     | | 北區     |
| N-19     |          | 赤羽岩淵     |          |          | 1.1      | 21.3     | 埼玉高速鐵道： 埼玉高速鐵道線（直通運行至浦和美園）                                                                                  | 北區     |

1. ↑  目黑站為與其他公司接續的共同使用站，是東急電鐵的管轄車站。
2. 1 2 3  白金台、白金高輪、赤羽岩淵站為與其他公司接續的共同使用站，是東京地下鐵的管轄車站。

### 來源
1. 1 2 3  東京地下鉄道南北線建設史、p.822。
2. ↑  . 東京都.   [2021-07-31]. （原始内容 (XLS)存档于2022-03-27）.
3. 1 2 3 4 5 6 7 8 9  『鉄道ジャーナル』通巻414号、p.144
4. ↑  . 東京地下鉄株式会社. 2004-12: 292.
5. ↑  鉄道ファン2004年9月号参照。
6. ↑  『鉄道ジャーナル』通巻414号、p.145
7. ↑  . 鉄道ファン (交友社). 1997-12, 37 (12): 69–71.
8. 1 2  . 交通新聞 (交通新聞社). 2000-09-27: 1.
9. ↑  南北線の発車メロディをリニューアル！PDF
10. ↑   (PDF). 東京地下鉄. 2022-01-28  [2022-01-28]. （原始内容 (PDF)存档于2022-01-28） （日语）.
11. ↑   (PDF). 国土交通省鉄道局都市鉄道政策課. 2022-03-28  [2022-03-28]. （原始内容 (PDF)存档于2022-03-28） （日语）.
12. ↑   (PDF). 東京地下鉄. 2022-03-28  [2022-03-28]. （原始内容 (PDF)存档于2022-03-28） （日语）.
13. ↑   (PDF). 東京地下鉄. 2022-01-27  [2022-01-27]. （原始内容 (PDF)存档于2022-01-27） （日语）.
14. ↑  . 鉄道ファン・railf.jp 鉄道ニュース. 交友社. 2022-04-09  [2022-04-09]. （原始内容存档于2022-04-09）.
15. ↑   (PDF). 東京地下鉄. 2022-12-16: 5  [2022-12-16]. （原始内容 (PDF)存档于2022-12-16） （日语）.
16. ↑   (PDF). 相模鉄道／東急電鉄／東京地下鉄／東京都交通局／埼玉高速鉄道／東武鉄道／西武鉄道. 2022-01-27  [2022-01-27]. （原始内容 (PDF)存档于2022-01-27） （日语）.
17. 1 2  . 朝日新聞 (朝日新聞社). 1999-06-05: 15（夕刊）.
18. ↑   (PDF) (新闻稿). 東京メトロ. 2019-03-26  [2020-08-25]. （原始内容存档 (PDF)于2019-03-27）.
19. ↑  「みなとみらい号」を運転いたします！！PDF - 東京急行電鉄、2004年11月18日
20. ↑  １２月２４日（土）臨時直通列車「みなとみらい号」を運転します。PDF - 東京地下鉄、2011年11月17日
21. ↑  . 東京地下鉄. 2006-06-19  [2018-12-24]. （原始内容存档于2006-09-25）.
22. ↑  . 東京地下鉄. 2006-11-16  [2018-12-24]. （原始内容存档于2012-05-12）.
23. ↑  【埼玉高速＋東京メトロ＋東京都＋東急＋横浜高速】〈みなとみらい号〉〈みなとみらいリレー号〉運転 （页面存档备份，存于） - 鉄道ホビダス RMニュース、2009年7月27日

## 外部連結
- 南北線/N | 路線、車站資訊 | 東京地下鐵 （页面存档备份，存于）